# Golfingia birsteini
Golfingia birsteini är en stjärnmaskart som beskrevs av Murina 1973. Golfingia birsteini ingår i släktet Golfingia och familjen Golfingiidae. Inga underarter finns listade i Catalogue of Life.